# Leucula flavilinguaria
Leucula flavilinguaria är en fjärilsart som beskrevs av Pieter Cornelius Tobias Snellen 1874. Leucula flavilinguaria ingår i släktet Leucula och familjen mätare. Inga underarter finns listade i Catalogue of Life.